# إتيان مارسال (مترو باريس)
إتيان مارسال (بالفرنسية: Étienne Marcel)‏ هي محطة مترو تابعة لمترو باريس تقع في فرنسا في الدائرة الأولى في باريس.